# Tricliceras prittwitzii
Tricliceras prittwitzii là một loài thực vật có hoa trong họ Lạc tiên. Loài này được (Urb.) R. Fern. miêu tả khoa học đầu tiên năm 1975.